# The KLF
 For alternative betydninger, se KLF.
The KLF er en electronica/acid house-gruppe fra England, dannet i 1987, og som var aktiv i årene 1987-1992, 1995 og 1997. The KLF skabte den første trance-musik i verden, før trance eksisterede som genre.

## Historie
Efter at have arbejdet sammen med Holly Johnson i Big In Japan besluttede Bill Drummond sig i 1987 for at lave en hiphop-plade. Til dette formål kontaktede han vennen Jimi Cauty, og de udgav under navnet The JAMS '1987 (What The Fuck Is Going On)'.
Albummets brug af samples resulterede i et sagsanlæg fra ABBA, der ikke havde tilladt pirateriet. ABBA forlangte pladerne destrueret, og de to medlemmer af The JAMS tog derfor til Sverige, hvor de brændte de eksisterende kopier på en mark under stor pressebevågenhed. Senere genudsendte de en redigeret version med præcise instruktioner til, hvordan man selv skulle genskabe originalen.
Under navnet The Timelords udsendte de albummet Doctorin' The Tardis, der med Dr. Who indeholdt et nummer, som siden hen er blevet en af de mest legendariske fodbold-stadion sange.
Med Chill Out i 1990 skiftede duoen navn til KLF. Albummets ambiente lyd blev på den efterfølgende 'The White Room' skiftet ud med acid-house. De tre top-singler What Time Is love?, 3 AM Eternal og Last Train To Transcental gjorde KLF til Englands bedst sælgende band.
I kølvandet på succesen fulgte hæder og ære, men KLF passede ikke ind i industrien, hvilket de demonstrerede ved en prisuddeling, hvor de under en punk'et version af 3 AM Eternal affyrede løse skud mod publikum for derefter at afslutte med ordene The KLF have now left the music industry.
Efterfølgende blev KLF til kunstgruppen The K Foundation, der mest huskes for, at de i 1994 afbrændte en million pund i et bådhus på Arfin-ejendommen i Skotland.
I 2017, 23 år senere, udgav Bill Drummond og Jimmy Cauty, under navnet The Justified Ancients of Mu Mu, bogen "2023".

## Diskografi

### Albums
- 1988: Who Killed the Jams?
- 1989: Shag Times
- 1990: Chill Out
- 1991: The White Room